# Daniel Marcos
Daniel Aaron Marcos Moreno (San Miguel, Lima, Perú; 7 de marzo de 1993) es un artista marcial mixto peruano que compite en la división de peso gallo del Ultimate Fighting Championship (UFC).

## Primeros años
Nacido el 7 de marzo de 1993 en Perú, su gusto por las artes marciales mixtas empezó a los 21 años.
Marcos desde los nueve años jugaba en las torres de San Miguel, quiso jugar en la "U" (Club Universitario de Deportes), pero no pudo por temas económicos.
Trabajó de vendedor de líneas telefónicas móviles hasta que su entrenador lo convenció de dejar su trabajo para dedicarse a las artes marciales mixtas.

## Carrera de artes marciales mixtas

### Carrera temprana
Marcos debutó como amateur en el 2015, a los 21 años. Tras seis victorias consecutivas y ninguna derrota, Marcos empezó su carrera profesional.
Debutó en MMA profesionalmente el 11 de septiembre de 2015 a los 22 años, en el evento '300 SPARTA 8'. Marcos enfrentó, y derrotó por nocaut técnico a Marcos Cubas.
En sus inicios en MMA profesional, Marcos peleó en Perú, acumulando un récord de 12-0 logrando siete finalizaciones, todas por nocaut técnico o nocaut. Se convirtió en campeón de peso gallo de 300 Sparta, al enfrentarse a Wanderson Targino el 10 de marzo de 2017, dónde ganó la pelea al derrotarlo por decisión unánime. Posteriormente defendió el título exitosamente seis veces.

### Dana White's Contender Series
El 13 de septiembre de 2022 Marcos enfrentó a Brandon Lewis por un contrato de UFC en Dana White's Contender Series: Temporada 6, Semana 8. Marcos ganó el contrato venciendo a Lewis por decisión unánime.

### Ultimate Fighting Championship
Marcos debutó en UFC el 21 de enero de 2023, enfrentándo a Saimon Oliveira en UFC 283. Ganó la pelea por KO en el segundó asalto.
Marcos enfrentó a Davey Grant el 22 de julio de 2023 en UFC on ESPN+ 82. Ganó la pelea por decisión dividida.
Marcos estaba programado para enfrentarse a Daniel Santos el 4 de noviembre de 2023 en UFC Fight Night 231. Sin embargo, Santos se retiró por razones no reveladas y fue reemplazado por el recién llegado promocional Víctor Hugo. Sin embargo, la pelea fue descartada después de que Hugo pesó 138,5 libras, dos libras y media por encima del límite de pelea sin título de peso gallo.
Marcos estaba programado para enfrentarse a Carlos Vera el 9 de diciembre de 2023 en UFC Fight Night 233. Sin embargo, la pelea fue cancelada debido a problemas de visa por parte de Marcos.
Marcos enfrentó a Aori Qileng el 10 de febrero de 2024. en UFC Fight Night 236  La pelea resultó en un no contest como resultado de repetidos golpes bajos accidentales.
Marcos enfrentó a John Castañeda el 8 de junio de 2024 en UFC on ESPN 57. Ganó la pelea por decisión unánime.
Marcos estaba programado para enfrentar a Said Nurmagomedov el 14 de diciembre de 2024 en UFC on ESPN 63. Sin embargo, Nurmagomedov se retiró de la pelea por razones desconocidas y fue reemplazado por Adrian Yanez. Marcos ganó la pelea por decisión dividida.

## Vida personal
Marcos se casó con su esposa, Katia Ponce, el 19 de enero de 2022 en Perú, y tienen 2 hijos.

## Campeonatos y logros
- 300 SPARTA 
  - Campeonato de Peso Gallo de 300 SPARTA (Una vez)
    - Seis defensas titulares exitosas

## Récord de artes marciales mixtas
| Récord profesional | Récord profesional | Récord profesional |
| 19 peleas          | 17 victorias       | 1 derrota          |
| ------------------ | ------------------ | ------------------ |
| Nocaut             | 8                  | 0                  |
| Decisión           | 9                  | 1                  |
| Sin resultado      | 1                  | 1                  |

| Resultado     | Récord   | Oponente              | Método                                        | Evento                                | Fecha                    | Ronda | Tiempo | Localización         | Notas                                                                 |
| ------------- | -------- | --------------------- | --------------------------------------------- | ------------------------------------- | ------------------------ | ----- | ------ | -------------------- | --------------------------------------------------------------------- |
| Derrota       | 17–1 (1) | Montel Jackson        | Decisión (unánime)                            | UFC on ESPN: Sandhagen vs. Figueiredo | 3 de mayo de 2025        | 3     | 5:00   | Des Moines, Iowa     |                                                                       |
| Victoria      | 17–0 (1) | Adrian Yanez          | Decisión (dividida)                           | UFC on ESPN: Covington vs. Buckley    | 14 de diciembre de 2024  | 3     | 5:00   | Tampa, Florida       |                                                                       |
| Victoria      | 16–0 (1) | John Castañeda        | Decisión (unánime)                            | UFC on ESPN: Cannonier vs. Imavov     | 8 de junio de 2024       | 3     | 5:00   | Louisville, Kentucky |                                                                       |
| Sin resultado | 15–0 (1) | Aori Qileng           | Sin resultado (patada accidental en la ingle) | UFC Fight Night: Hermansson vs. Pyfer | 10 de febrero de 2024    | 2     | 3:18   | Las Vegas, Nevada    | Un golpe accidental en la ingle hizo que Qileng no pudiera continuar. |
| Victoria      | 15–0     | Davey Grant           | Decisión (dividida)                           | UFC Fight Night: Aspinall vs. Tybura  | 22 de julio de 2023      | 3     | 5:00   | Londres              |                                                                       |
| Victoria      | 14–0     | Saimon Oliveira       | KO (rodillazo al cuerpo y golpes)             | UFC 283                               | 21 de enero de 2023      | 2     | 2:18   | Río de Janeiro       |                                                                       |
| Victoria      | 13–0     | Brandon Lewis         | Decisión (unánime)                            | Dana White's Contender Series 54      | 13 de septiembre de 2022 | 3     | 5:00   | Las Vegas, Nevada    |                                                                       |
| Victoria      | 12–0     | Gaston Manzur         | TKO (golpes)                                  | 300 SPARTA 36                         | 3 de diciembre de 2019   | 2     | 3:04   | Lima                 | Defendió el campeonato de Peso Gallo de 300 SPARTA.                   |
| Victoria      | 11–0     | Roy Quispe            | TKO (parada medica)                           | 300 SPARTA 30                         | 16 de marzo de 2019      | 2     | 5:00   | Lima                 | Defendió el campeonato de Peso Gallo de 300 SPARTA.                   |
| Victoria      | 10–0     | Gabriel Pimenta       | Decisión (unánime)                            | 300 SPARTA 26                         | 15 de junio de 2018      | 3     | 5:00   | Lima                 | Defendió el campeonato de Peso Gallo de 300 SPARTA.                   |
| Victoria      | 9–0      | Cristian José Herrera | TKO (golpes)                                  | 300 SPARTA 22                         | 27 de octubre de 2017    | 2     | 4:11   | Lima                 | Defendió el campeonato de Peso Gallo de 300 SPARTA.                   |
| Victoria      | 8–0      | Marlon dos Santos     | Decisión (unánime)                            | 300 SPARTA 20                         | 1 de septiembre de 2017  | 3     | 5:00   | Lima                 | Defendió el campeonato de Peso Gallo de 300 SPARTA.                   |
| Victoria      | 7–0      | Luis Zúñiga           | KO (rodillazo volador)                        | 300 SPARTA 18                         | 28 de abril de 2017      | 1     | 0:47   | Lima                 | Defendió el campeonato de Peso Gallo de 300 SPARTA.                   |
| Victoria      | 6–0      | Wanderson Targino     | Decisión (unánime)                            | 300 SPARTA 17                         | 10 de marzo de 2017      | 3     | 5:00   | Lima                 | Ganó el campeonato vacante de Peso Gallo de 300 SPARTA.               |
| Victoria      | 5–0      | Andrés Cordero        | TKO (golpes)                                  | 300 SPARTA 13                         | 30 de septiembre de 2016 | 1     | 1:22   | Lima                 |                                                                       |
| Victoria      | 4–0      | Miguel Martínez       | Decisión (dividida)                           | Tatya FC 7                            | 12 de mayo de 2016       | 3     | 3:00   | Lima                 |                                                                       |
| Victoria      | 3–0      | Luigi Dapello         | Decisión (unánime)                            | 300 Sparta 9                          | 18 de febrero de 2016    | 3     | 5:00   | Lima                 | Debut en Peso Gallo.                                                  |
| Victoria      | 2–0      | Jorge Enciso          | TKO (retiro)                                  | Inka FC 5                             | 16 de diciembre de 2015  | 1     | 5:00   | Lima                 |                                                                       |
| Victoria      | 1–0      | Marco Cubas           | TKO (golpes)                                  | 300 SPARTA 8                          | 11 de septiembre de 2015 | 2     | 3:31   | Lima                 | Debut en Peso Pluma.                                                  |